# Makiwara

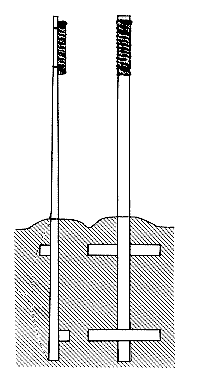
Schéma makiwary

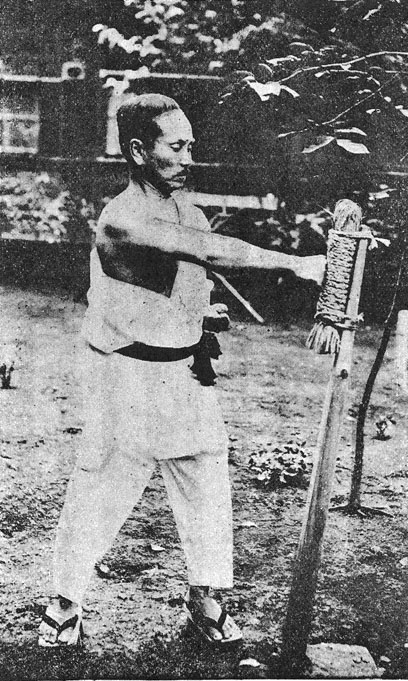
Gičin Funakoši při cviku s makiwarou

Makiwara (japonsky 巻藁, v překladu „srolovaná (rýžová) sláma“) je deska pro nácvik úderů a kopů v karate.
Je to nepostradatelný pomocník každého karatisty. Makiwara by měla být v každém dojo.
Hlavním cílem při cvičení s makiwarou je naučit se přenést svoji energii, sílu a hmotnost do úderu/kopu. Dalším z cílů je utužování úderových ploch.

## Jak cvičit
Čím silněji do makiwary udeříte, tím klade větší odpor a způsobuje větší bolest.
Úder se nesmí makiwary jen dotknout. Úder musí makiwarou proniknout a to až do hloubky 10–20 cm. Zde se úder na 1–2 sekundy zastaví s kime. Každá technika (cuki, šutó, haitó, teišo, tecui, nukite, empi, haišo) by se měla opakovat minimálně 100krát na každou stranu s plným nasazením a to každý den. Tím se z tréninku na makiwaře stává i kvalitní posilovací cvičení.
Při cvičení dodržujte tyto rady: Maximální uvolnění před úderem, správné načasování a zpevnění svalů. Používejte celou tělesnou sílu.
Před úderem soustřeďte na makiwaru svou mysl, pak udeřte a vydechněte současně.
Měli byste přijmout zpětný ráz makiwary abyste pochopili jak se s ním vyrovnat.
To co naučí makiwara se nelze naučit žádným jiným způsobem.

## Jak ji vyrobit
Dnes není problém makiwaru koupit v obchodech s vybavením pro bojová umění. Existují různé typy makiwar.
Tradiční makiwara je vyrobena ze dřeva o rozměrech 2–2,5 metrů délky, asi 10 cm šířky a přibližně 1,5 cm tloušťky.
Makiwara je do země ukotvena s dvěma příčnými deskami. Zakopána bývá cca 1,5 metru do hloubky.
Vrchol makiwary se omotá rýžovou slámou (odtud název srolovaná rýže) jako úderová plocha.